# Liste des navires de la Marine de la république de Corée
Cette liste des navires de la Marine de la république de Corée inclut les bâtiments en service en 2011 ou à venir.

## Destroyers

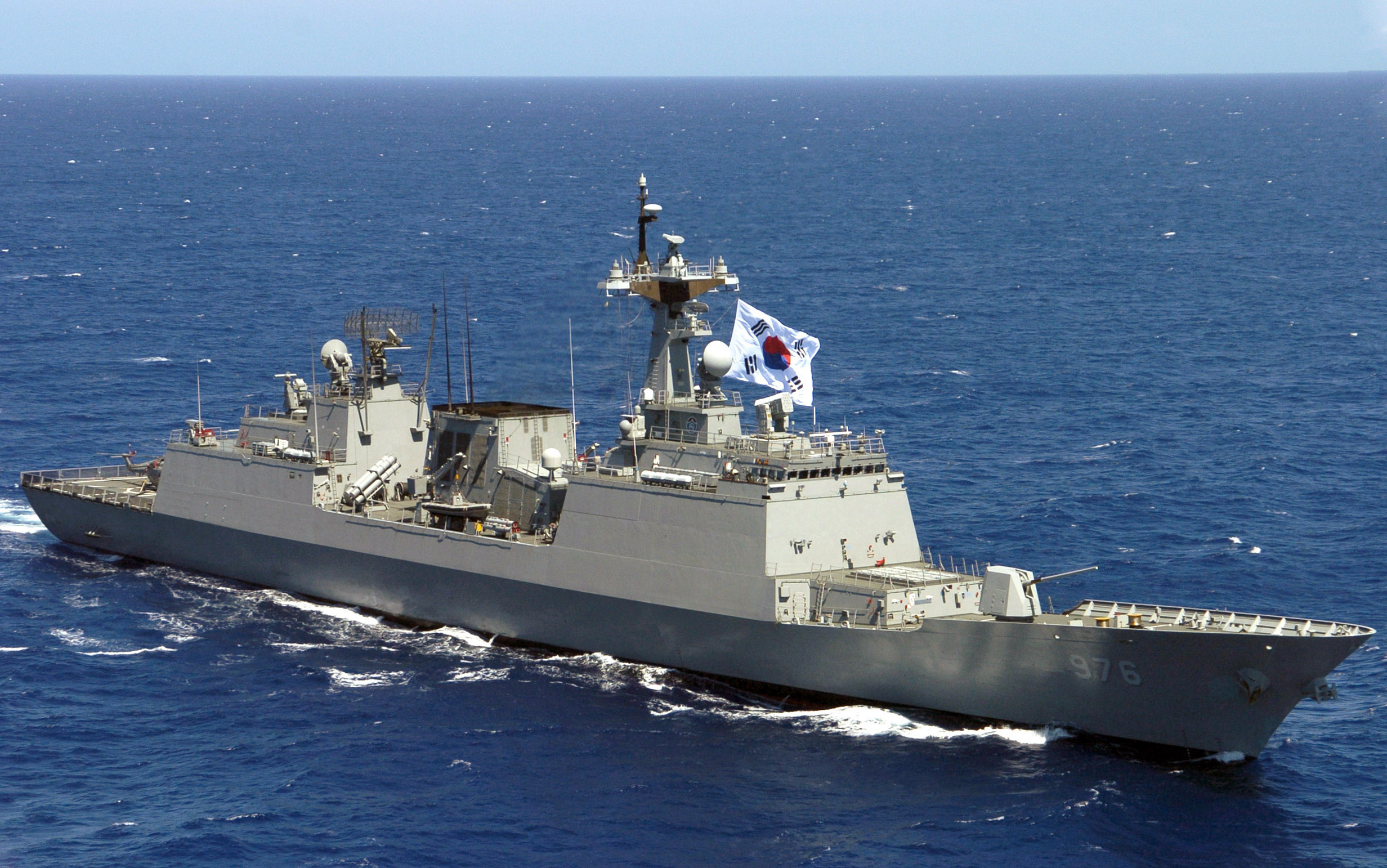
Le destroyer Munmu le Grand au large d'Hawaï durant l'exercice RIMPAC 2006

Classe Gwanggaeto le Grand :
- ROKS Gwanggaeto le Grand (DDH-971)
- ROKS Eulji Mundeok (DDH-972)
- ROKS Yang Man-chun (DDH-973)

Classe Chungmugong Yi Sun-sin : 
- ROKS Chungmugong Yi Sun-sin (DDH-975)
- ROKS Munmu le Grand (DDH-976)
- ROKS Dae Jo-yeong (DDH-977)
- ROKS Wang Geon (DDH-978)
- ROKS Gang Gam-chan (DDH-979)
- ROKS Choe Yeong (DDH-981)

Classe Sejong le Grand :
- ROKS Sejong le Grand (DDG-991)
- ROKS Yulgok Yi I (DDG-992)
- ROKS Seoae Ryu Seong-ryong (DDG-993)
- ROKS Jeongjo le Grand (DDG-995)

## Frégates
Classe Incheon : 
- ROKS Incheon (FFG-811)
- ROKS Gyeonggi (FFG-812)
- ROKS Jeonbuk (FFG-813)
- ROKS Gangwon (FFG-815)
- ROKS Chungbuk (FFG-816)
- ROKS Gwangju (FFG-817)

Classe Daegu
- ROKS Daegu (FFG-818)
- ROKS Gyeongnam (FFG-819)
- ROKS Seoul (FFG-821)
- ROKS Donghae (FFG-822)
- ROKS Daejeon (FFG-823)
- ROKS Pohang (FFG-825)
- ROKS Cheonan (FFG-826)
- ROKS Chuncheon (FFG-827)

Classe Chungnam :
- ROKS Chungnam (FFG-828)

Classe Ulsan : 
- ROKS Ulsan (FF-951)
- ROKS Seoul (FF-952)
- ROKS Chungnam (FF-953)
- ROKS Masan (FF-955)
- ROKS Gyeongbuk (FF-956)
- ROKS Jeonnam (FF-957)
- ROKS Jeju (FF-958)
- ROKS Busan (FF-959)
- ROKS Cheongju (FF-961)

## Sous-marins conventionnels

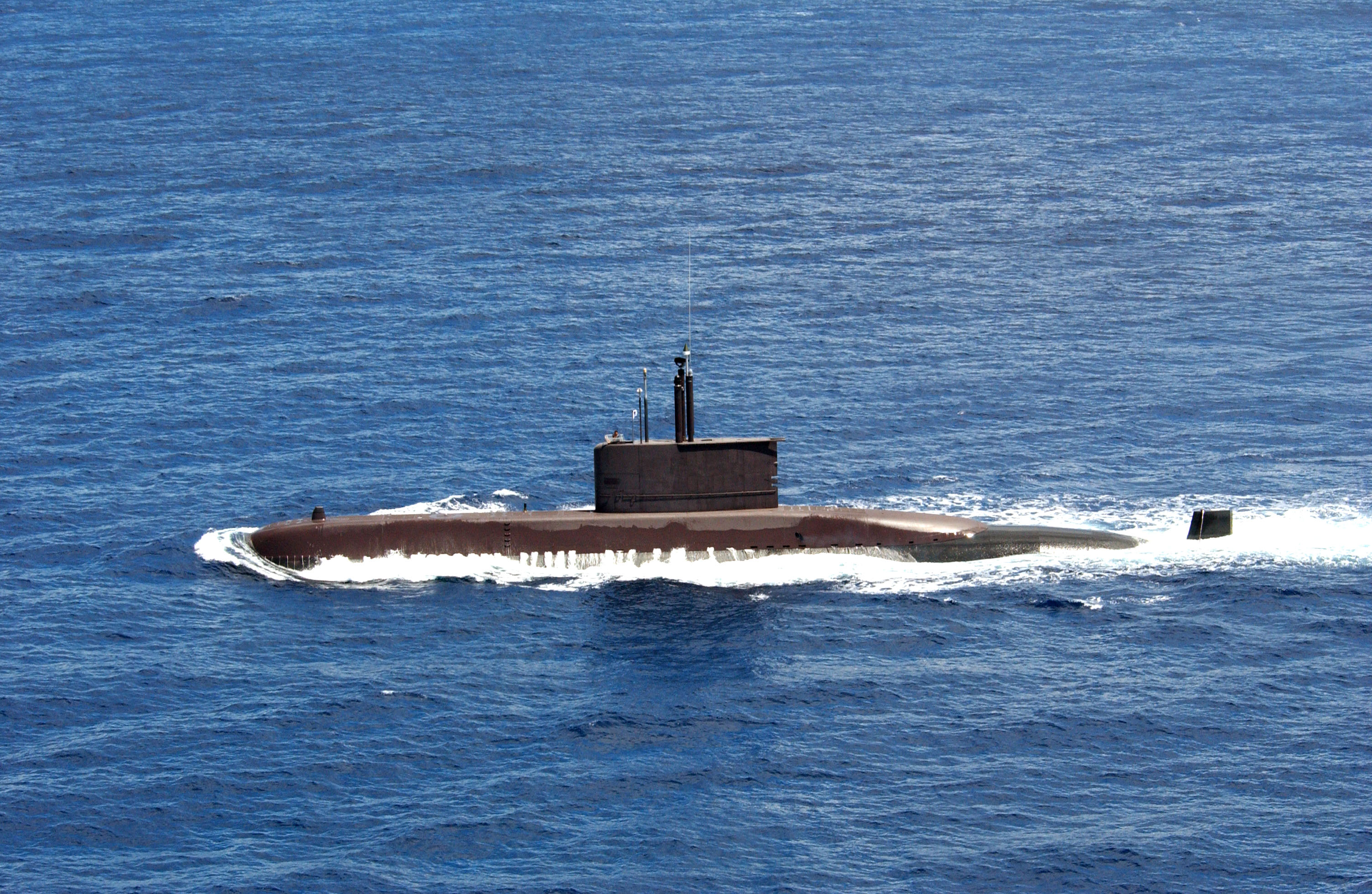
Le sous-marin Chang Bogo, de Type 209-1400

classe Chang Bogo : 
- ROKS Chang Bogo (SS-061)
- ROKS Yi Cheon (SS-062)
- ROKS Choe Museon (SS-063)
- ROKS Park Wi (SS-065)
- ROKS Lee Jongmoo (SS-066)
- ROKS Jung Woon (SS-067)
- ROKS Yi Sun-sin (SS-068)
- ROKS Na Dae-yong (SS-069)
- ROKS Yi Eokgi (SS-071)

## Sous-marins anaérobies
Classe Sohn Won-yil :
- ROKS Sohn Won-yil (SS-072)
- ROKS Jeong Ji (SS-073)
- ROKS An Jung-geun (SS-075)[1]
- ROKS Kim Jwa-jin (SS-076)[2]
- ROKS Yun Bong-gil (SS-077)
- ROKS Yu Gwan-sun (SS-078)
- ROKS Hong Beom-do (SS-079)
- ROKS Lee Beom-seok (SS-081)
- ROKS Shin Dol-seok (SS-082)[3]

Classe Dosan Ahn Changho :
- ROKS Dosan Ahn Changho (SS-083)
- ROKS Ahn Mu (SS-085)
- ROKS Yi Dong-nyeong (SS-086)
- ROKS Lee Bong-Chang (SS-087)

## Sous-marins de poche
Classe Dolgorae :
- ROKS SSM 051
- ROKS SSM 052
- ROKS SSM 053

## Corvettes
Classe Donghae : 
- ROKS Donghae (PCC-751)
- ROKS Suwon (PCC-752)
- ROKS Gangneung (PCC-753)
- ROKS Anyang (PCC-755)

Classe Pohang : 
- ROKS Pohang (PCC-756) : Retiré le 30 juin 2009, navire musée
- ROKS Gunsan (PCC-757)
- ROKS Gyeongju (PCC-758)
- ROKS Mokpo (PCC-759)
- ROKS Gimcheon (PCC-761)
- ROKS Chungju (PCC-762)
- ROKS Jinju (PCC-763)
- ROKS Yeosu (PCC-765)
- ROKS Jinhae (PCC-766)
- ROKS Suncheon (PCC-767)
- ROKS Iri (PCC-768)
- ROKS Wonju (PCC-769)
- ROKS Andong (PCC-771)

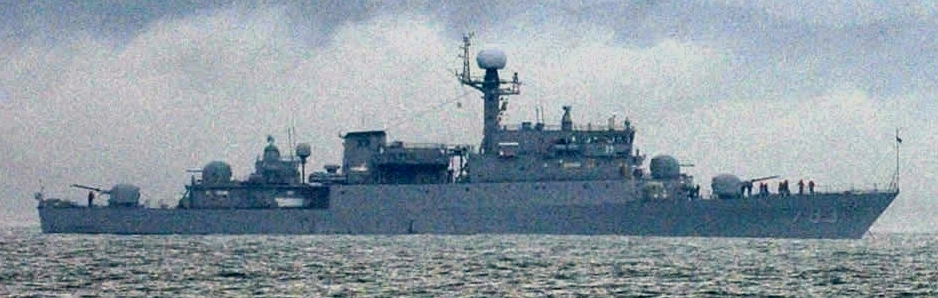
la corvette Sinseong

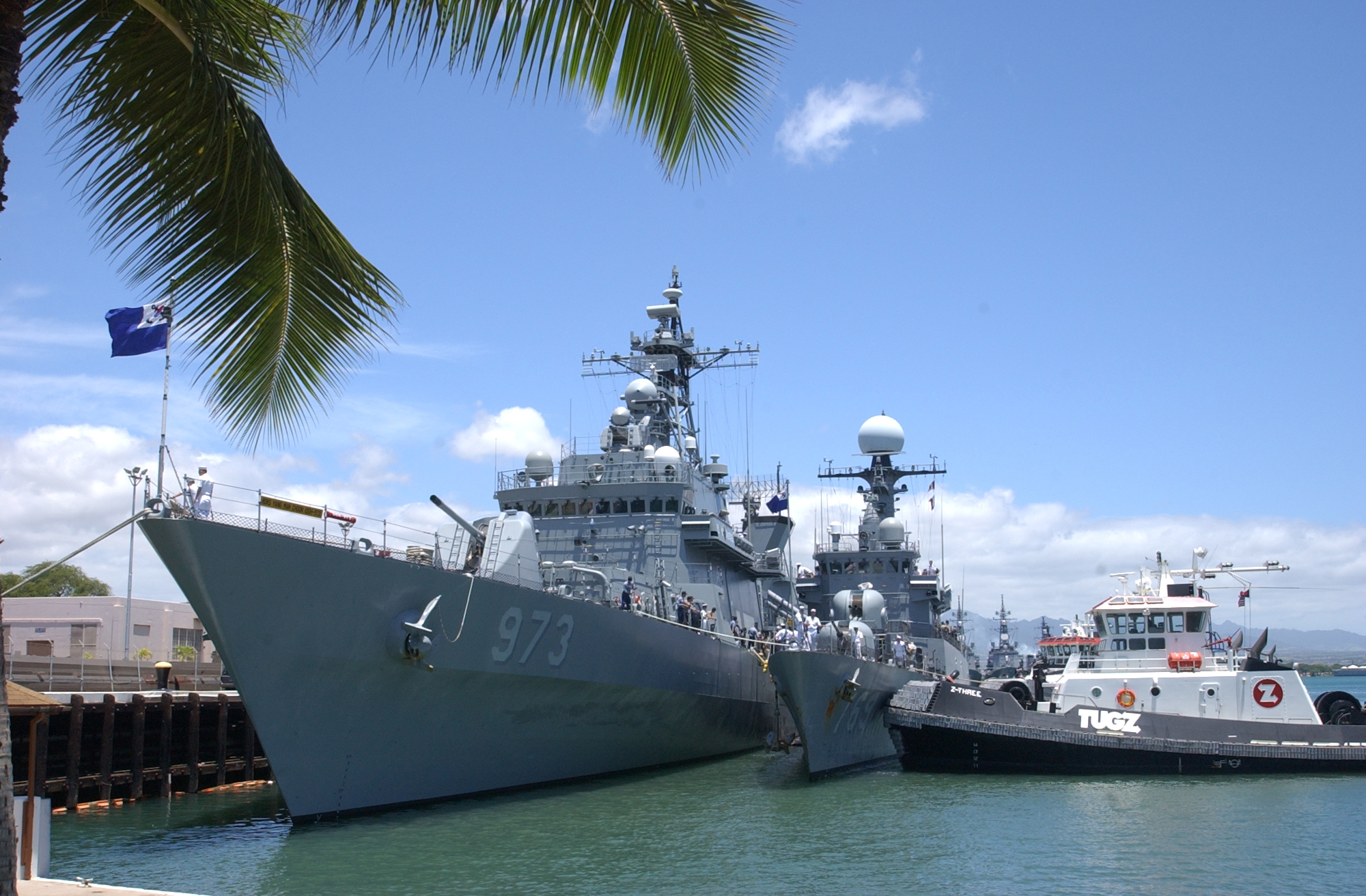
Le destroyer Yang Manchoon et la corvette Wonju (à droite)

- ROKS Cheonan (PCC-772) : Coulé le 26 mars 2010, renfloué et navire musée
- ROKS Bucheon (PCC-773)
- ROKS Seongnam (PCC-775)
- ROKS Jecheon (PCC-776)
- ROKS Daecheon (PCC-777)
- ROKS Sokcho (PCC-778)
- ROKS Yeongju (PCC-779)
- ROKS Namwon (PCC-781)
- ROKS Gwangmyeong (PCC-782)
- ROKS Sinseong (PCC-783)
- ROKS Gongju (PCC-785)

## Patrouilleurs
Classe Chamsuri : (80 en service)
Classe Gumdoksuri : (15 en service, 42 de prévus)
- ROKS Yoon Youngha (PKG-711)
- ROKS Han Sanggook (PKG-712)
- ROKS Jo Chunhyung (PKG-713)
- ROKS Hwang Dohyun (PKG-715)
- ROKS Suh Hoowon (PKG-716)
- ROKS Park Donghyuk (PKG-717)
- ROKS Hyun Sihak (PKG-717)
- ROKS Jung Geungmo (PKG-719)
- ROKS Ji Deokchil (PKG-721)
- ROKS Lim Byeongrae (PKG-722)
- ROKS Hong Siuk (PKG-723)
- ROKS Hong Daeseon (PKG-725)
- ROKS Han Munsik (PKG-726)
- ROKS Kim ChangHak (PKG-727)
- ROKS Park Dongjin (PKG-728)

## Landing Helicopter Dock

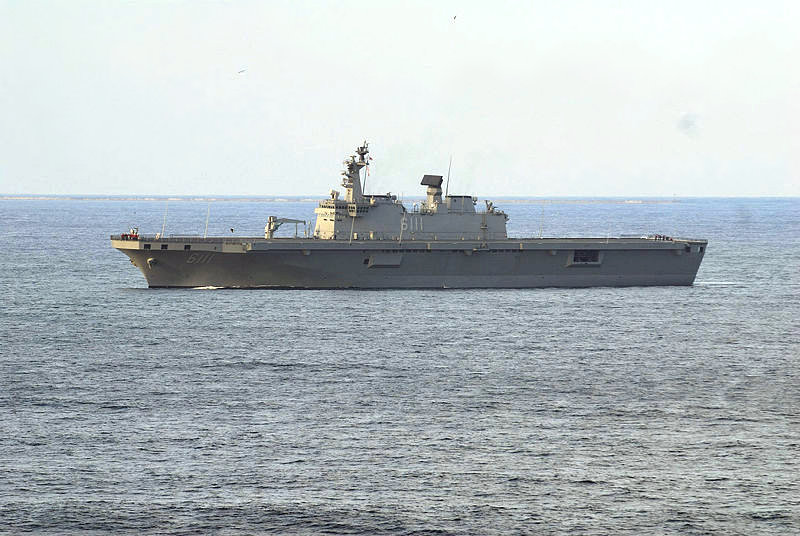
Le LHD Dokdo

Classe Dokdo : 
- ROKS Dokdo (LPH-6111)
- ROKS Marado (LPH-6112)

## Landing Ship Tank

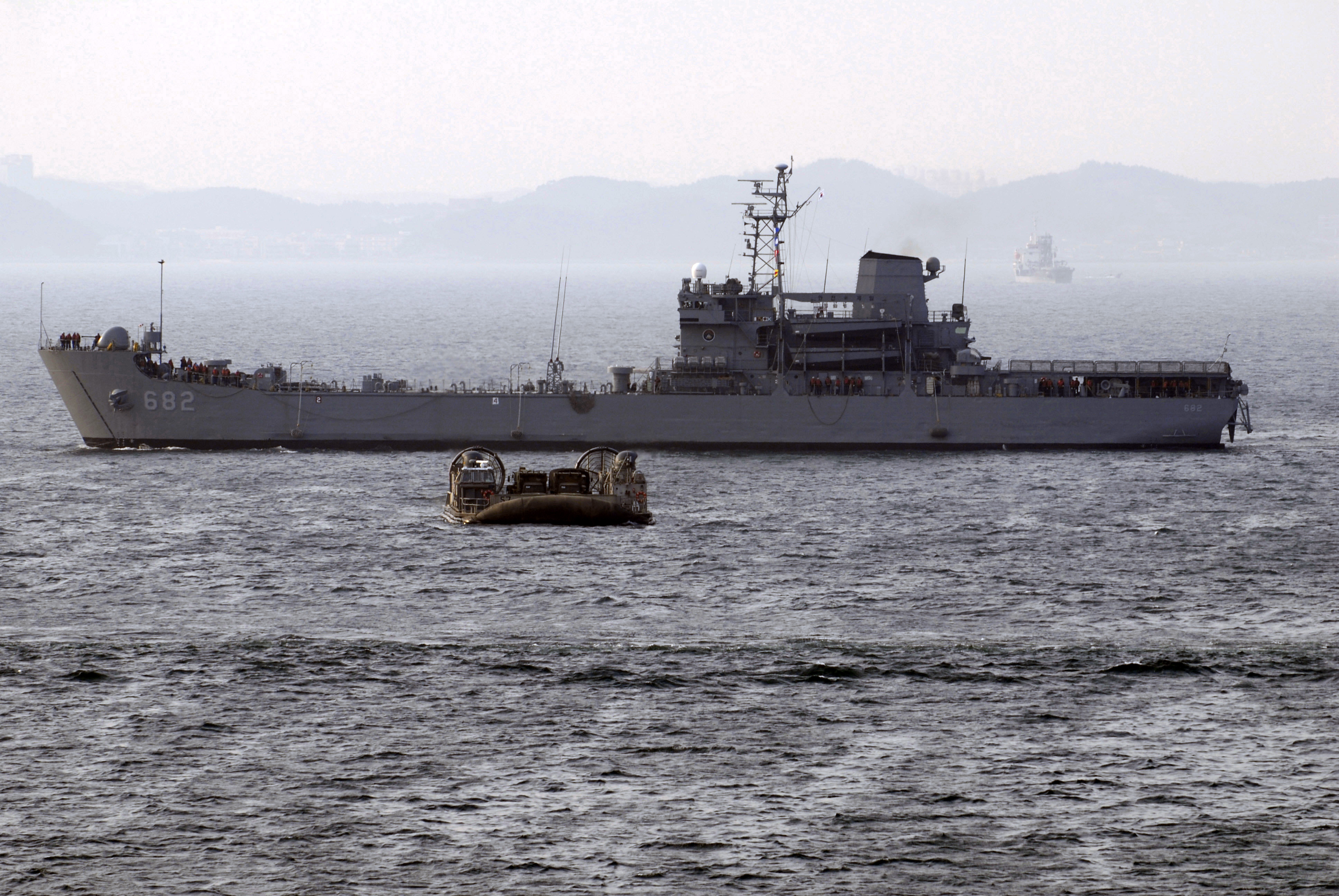
Le LST Birobong (LST 682)

Classe Go Jun Bong :
- ROKS Go Jun Bong (LST-681)
- ROKS Bi Ro Bong (LST-682)
- ROKS Hyang Ro Bong (LST-683)
- ROKS Sung In Bong (LST-685)

Classe Cheon Wang Bong :
- ROKS Cheon Wang Bong (LST-686)
- ROKS Cheon Ja Bong (LST-687)
- ROKS Il Chul Bong (LST-688)
- ROKS No Jeok Bong (LST-689)

## Hydroglisseurs

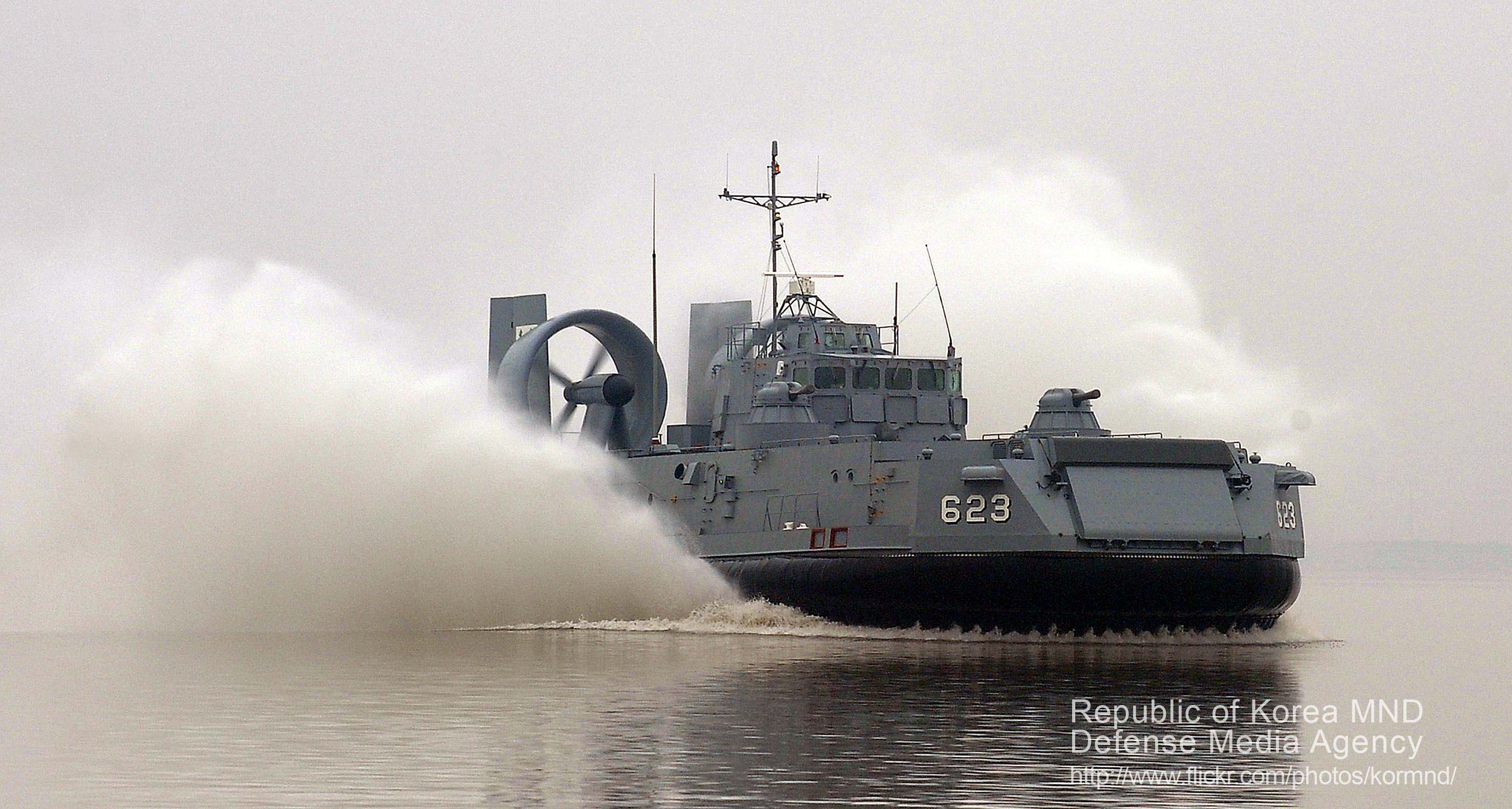
ROKS LSF-623

Type Solgae :
- ROKS LSF 631
- ROKS LSF 632

Classe Tsaplya :
- ROKS LSF 621
- ROKS LSF 622
- ROKS LSF 623

## Guerre des mines
Classe Nampo : Mouilleur de mines
- ROKS Nampo (MLS-570)

Classe Wonsan : Mouilleur de mines
- ROKS Wonsan (MLS-560)

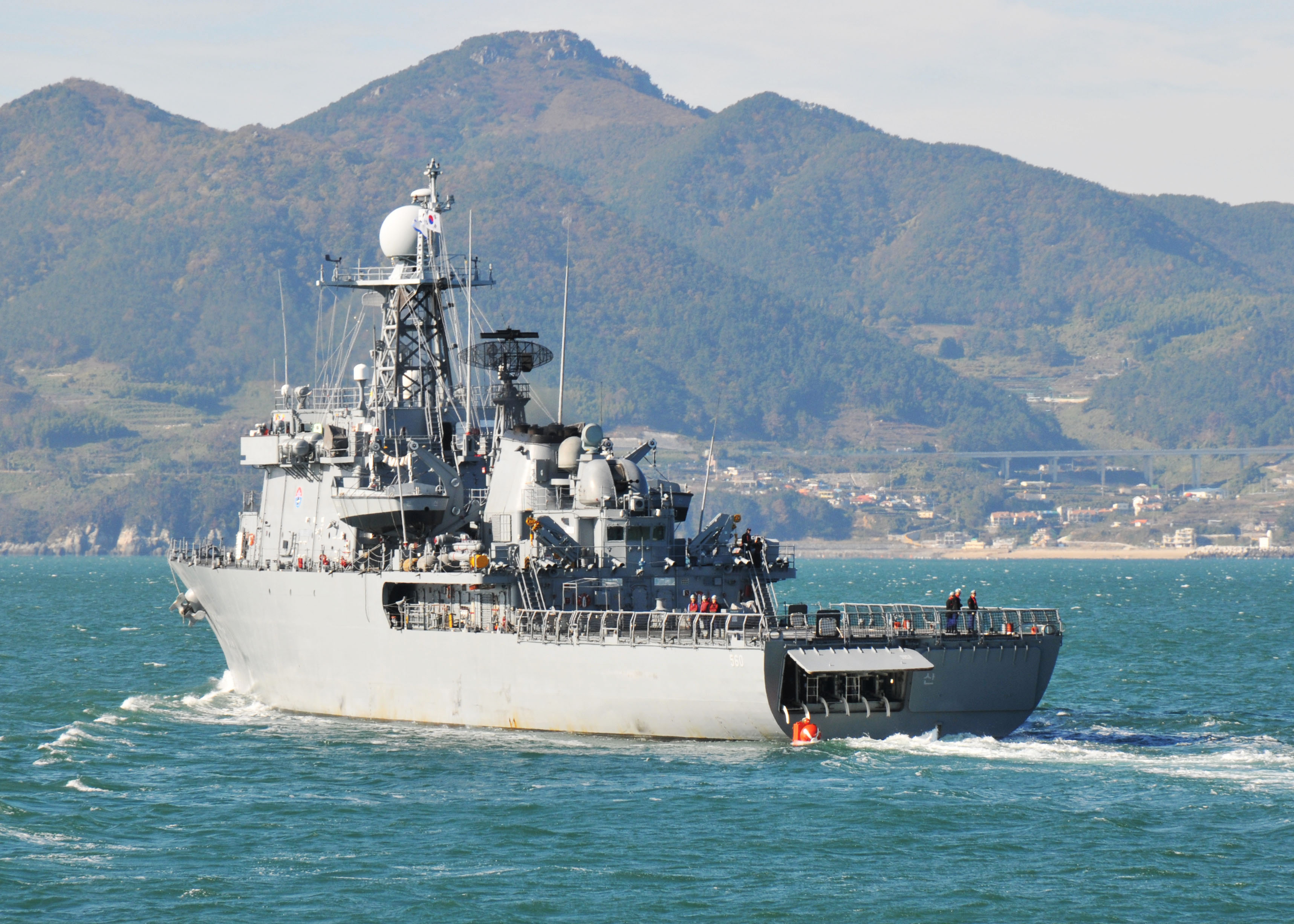
Le ROKS Wonsan (MLS 560)

Classe Yangyang :  Dragueur de mines
- ROKS Yangyang (MSH-571)
- ROKS Ongjin (MSH-572)
- ROKS Haenam (MSH-573)
- ROKS Namhae (MSH-575)
- ROKS Hongseong (MSH-576)
- ROKS Goseong (MSH-577)

Classe Ganggyeong : Chasseur de mines
- ROKS Ganggyeong (MHC-561)
- ROKS Gangjin (MHC-562)
- ROKS Goryeong (MHC-563)
- ROKS Gimpo (MHC-565)
- ROKS Gochang (MHC-566)
- ROKS Geumhwa (MHC-567)

## Navires auxiliaires

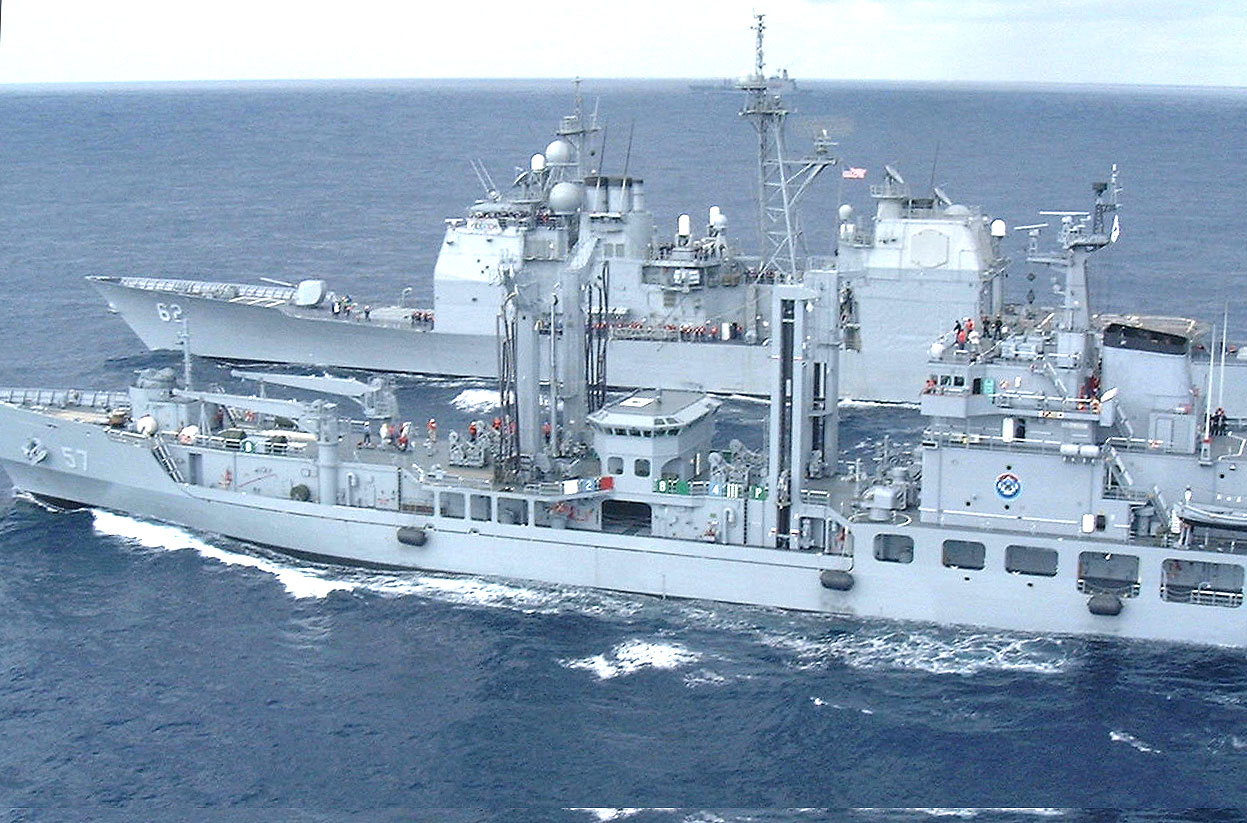
Le Navire ravitailleur Cheonji (AOE 57) (à l'avant-plan)

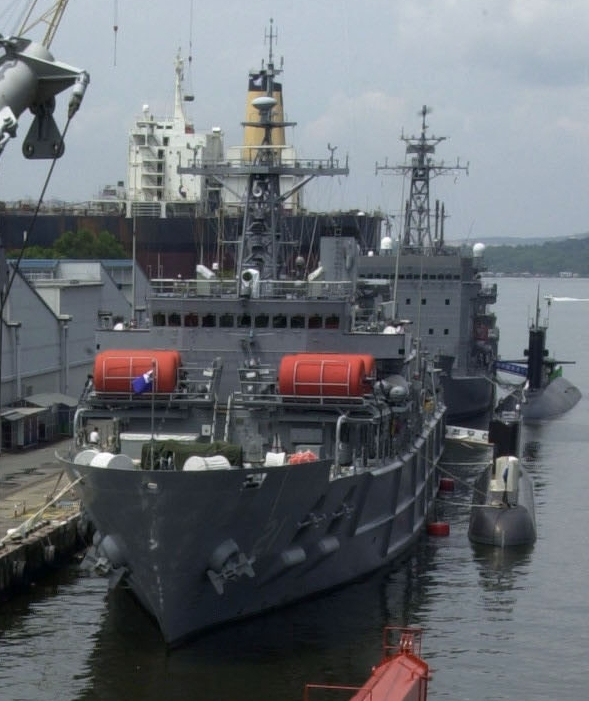
Le navire de sauvetage de sous-marins Cheonghaejin aux côtés du sous-marin Choi Moosun

Classe Soyang :
- ROKS Soyang (AOE-51)

Classe Cheonji :
- ROKS Cheonji (AOE 57)
- ROKS Daecheong (AOE 58)
- ROKS Hwacheon (AOE 59)

## Navires de sauvetage de sous-marins
Classe Cheonghaejin :
- ROKS Cheonghaejin (ARS-21)

Classe Kanghwado :
- ROKS Kanghwado (ASR-22)

## Navires de sauvetage
Classe Tongyeong :
- ROKS Tongyeong (ATS-31)
- ROKS Gwangyang (ATS-32)

Classe Pyeongtaek :
- ROKS Pyeongtaek (ATS 27), ex-USS Beaufort
- ROKS Gwangyang (ATS 28), ex-USS Brunswick

## Navires de surveillance
Classe Sincheonji :
- ROKS Sincheonji  (AGS ?)

Classe Sinsegi :
- ROKS Sinsegi  (AGS 12)

## Navires de transport de sous-marins de poche
Classe Dadohae :
- ROKS Dadohae (ASL 50)